# Новгородка (монета)
Новгоро́дская денга́, новгоро́дка — серебряная деньга, выпуск которой начался в Великом Новгороде с 1420 года. Первоначальная масса — около 0,94 грамма (216 монет из гривенки серебра, равной 204 граммам), со второй половины XV века — 0,78 грамма, с 1534 года — 0,68 грамма (300 монет из гривенки).

## История
На лицевой стороне изображён стоящий или, впоследствии, сидящий «вотчинник» Новгорода, принимающий дары от стоящего перед ним новгородца. На оборотной стороне надпись: «Великого Новгорода». Помимо новгородок чеканились также четверетцы (1⁄4 новгородки), на которых изображалась птица.
Новгородки чеканились по описанному типу до 1478 года, когда великий князь Иван III уничтожил новгородские вольности. С этого времени чеканили новгородки, очень недолго впрочем, с прежним типом лицевой стороны, но с легендою «деньги великого князя» или «печать великого князя», «исподарь всея Руси».
Новгородская денга равнялась в период Новгородской республики 1⁄216 новгородского рубля (первоначально 204 грамма серебра). С 1534 года (денежная реформа Елены Глинской) новгородка стала равняться 1⁄100 московского рубля (68 граммов серебра) или 2 двум московкам (московским денгам). На ней, как правило, изображали всадника с копьём, от чего она получила название копейная денга, копейка. В течение XVI—XVII веков это наименование закрепилось за монетой окончательно.